# Andira carvalhoi
Andira carvalhoi là một loài thực vật có hoa trong họ Đậu. Loài này được R.T.Penn. & H.C.Lima miêu tả khoa học đầu tiên.